# トラベラーズチェック
トラベラーズチェック（英: traveller's cheque、米: traveler's check）とは、海外渡航に際して発行される外国旅行者向けの小切手。日本では旅行小切手（）とも称し、「TC」「T/C」「Cheque」と略称される。日本国内では2014年3月31日にアメリカン・エキスプレスによる発行が終了した後、発行している事業者はない。

## 概要
海外渡航中に現金の盗難や亡失などを回避する手段として、T/C発行元の保証により紛失時に再発行可能な小切手として用いられる。渡航前に所要金額分のT/Cを購入し、行先国で額面の現金として支払う。所定の手続を踏んでおけば紛失や盗難などの亡失時にリファンド（再発行）される。
この点では、決済資金が小切手発行者(金融機関等)にデポジットされ、小切手発行者に事故が無い限り支払保証がされている点で、自己宛小切手・預金小切手との類似性が認められる。
1772年にロンドン信用取引社 がヨーロッパの90の主要都市で通用する最初のトラベラーズチェックを発行した。19世紀末にトーマス・クック社が現在と同様のものを発行し、ヨーロッパ域内であっても行先国によって治安環境が異なる旅行者の不安を払拭させることに成功した。のちに世界で旅行事業の拠点を有するアメリカン・エキスプレスが参入し、後年に開始したクレジットカード（アメリカン・エキスプレス・カード）サービスによる金融部門で発展し、現在のT/C取扱高は首位である。
T/Cの購入や売却時の外国為替相場為替レートは、外貨預金の預け出しや外貨建海外送金に使われる「対顧客電信相場」 (TTS, TTB) が適用される。外貨現金への両替は、対顧客相場に現金取り扱い手数料 を加味した「現金売買レート」 が適用されて1通貨当たりの交換比率が劣ることから、利点のひとつとなる。日本円とオーストラリア・ドル間は、対顧客相場と現金建てのレートが三菱東京UFJ銀行で10パーセント前後乖離しているため、T/Cの発行手数料を加味しても現金両替と比べて5パーセント程度は得となる。これをエピソードにしたアメリカン・エキスプレス日本支社のテレビCMなどが2003年に展開された。
日本では2010年代前半まで銀行など金融機関窓口、ワールドカレンシーショップ、トラベレックスなどの両替商、旅行会社、セシールなど非金融業が販売したが、2014年に日本国内は終売した。
昭和30 - 40年代の国内電信為替が未発達な時代には、地方銀行の共通商品として国内旅行用トラベラーズチェックがOKチェックの名称で販売された。

## 購入
2014年3月31日に日本国内の販売は終了したが、発行済み券は利用可能である。過去の購入手段を下記する。
日本では、外国為替業務を取り扱うゆうちょ銀行直営店と同行の代理業を受託した郵便局の一部を含む銀行と外貨両替店で購入できる。地方銀行や信用金庫は取扱量などから取り扱わず、香港上海銀行東京支店と提携した宅配両替サービス「マネーポート」を取次ぐ事例が多い。
購入の際は、外国為替相場のうち外国送金にも適用されるTTS（対顧客電信売り）レートになる。外貨現金を購入する際は、キャッシュ・セリング レートが適用されるが、TTS はキャッシュ・セリングに比して交換レートが有利である。詳細は為替レートを参照。
日本の租税は外国への支払手段にかかる手数料は消費税非課税で、トラベラーズチェックの発行手数料に消費税は課せられない。

## 署名
所有者の署名欄と使用時の連署・副署欄がある。購入後に全ての小切手に所有者署名し（ホルダーズサイン）、使用時は連署し（カウンターサイン）、両者の一致を確認して効力を発する。所有者署名無きものは亡失時に再発行対象外となる。

## 額面と発行会社
銀行小切手のように任意の金額ではなく商品券や債券のように額面単位は既定である。
アメリカン・エキスプレスは自社で発行し、VISAとMasterCardブランドは各国金融機関が発行する。世界最初のトラベラーズチェックを発行したトーマス・クック・グループは1980年代に金融業務をミッドランド銀行へ売却し、のちに事業を讓受したトラベレックスはThomasCook-MasterCardは終売した。

## 主な発行通貨
- アメリカドル
- カナダドル
- ユーロ
  - 欧州通貨完全統合前の2001年12月まではドイツマルク・フランス・フラン建てなど前身に当たる基軸通貨建ても継続して発売されていた。
- イギリスポンド
- 日本円（アメリカン・エキスプレス（海外発行分）のみ）
- オーストラリア・ドル
- 中国・人民元
- スイス・フラン（2008年末に販売終了）

### 流通がきわめて少数であるもの
自国通貨建てが現地銀行から発行され在外支店で購入できるものがあったが、当該国でも商業的な流通性は少ない。
- イタリア・リラ建て - 2002年にユーロ移行により、取り扱いを終えた。
- 大韓民国ウォン建て - 韓国系銀行が韓国ウォン建てを販売していたが、2000年初頭に終売した。
- OKチェック - 1960年代に全国地方銀行協会加盟行が発行した国内旅行向けの日本円建てトラベラーズチェックで、インバウンド向けのものではなかった。

## 日本で購入できたブランド
アメリカン・エキスプレスが2014年3月31日で販売を終了 したのを最後に、日本でのトラベラーズチェックの購入はできなくなった。
アメリカン・エキスプレス
- みずほ銀行[4]
- 三菱東京UFJ銀行[5]
- ゆうちょ銀行[6]
- シティバンク銀行[7]
- トラベレックスジャパン
- 東京クレジットサービス ワールドカレンシーショップ[8]
- JTB[9]
- セシール（宅配サービス）[10]

2013年7月31日をもって、三井住友銀行はトラベラーズチェックの販売を終了（店頭での販売は3月31日をもって終了）。
VISA
- 1982年頃からVISA Internationalと住友銀行（現・三井住友銀行）の提携により、同行子会社の住銀インターナショナル・ビジネス・サービス（2001年にSMBCインターナショナル・ビジネス・サービスへ改称）によって発行開始。住友銀行時代は券面に「（井桁の行章）Sumitomo Bank」2001年以降は「SMBC International Bussiness Service,Inc.」表記。2008年でVISAブランドは販売終了。
- 東京銀行 - 東京三菱銀行発足時に旧三菱銀行のMasterCardブランドへ一本化となり発行終了。券面に「BANK OF TOKYO」表記。
  - 同行子会社が行う両替店「ワールドカレンシーショップ」においては住銀VISAへ切り替えられ2007年頃まで取り扱われていた。

三菱東京UFJ-MasterCard
- 旧・三菱銀行（現・三菱UFJ銀行）が1980年代に発行開始。券面表記は「（スリーダイヤの行章）Mitsubishi Bank」→「The Bank of Tokyo-Mitsubishi」→「The Bank of Tokyo-Mitsubishi UFJ」。2008年頃まで三菱東京UFJ銀行にて販売が行われた。
- 2013年現在、アメリカのシティバンク銀行では、MasterCardのトラベラーズチェックは、ドル建てからドル紙幣への換金は、手数料なしで換金するが、アメリカン・エキスプレスとは異なり認証できないという理由から、$100までの制限となっている。アメリカのバンク・オブ・アメリカでは、$250までは手数料なしで換金できるが、それ以上換金するには口座開設（旅行客でも可能）が必要である。

ThomasCook-MasterCard
- 2006年までに販売終了
- トーマス・クックの肖像画が紙幣のように描かれている。

その他
- JTB発行（JTBのCI付き）
- みずほ銀行発行（2003年まで。富士銀行・第一勧業銀行時代からそれぞれ発行）
- 旧さくら銀行発行

## 換金手数料
- アメリカ・カナダ：金融機関ごとに異なるが3%以下が多い。一部のアメリカン・エキスプレス社との提携銀行では手数料無料になる場合もある。
- ユーロ圏：国や金融機関ごとに異なる。アメリカン・エキスプレス社との提携銀行では2 - 5%のところが多い。小規模の両替商では、手数料が割高になることが多い。
- イギリス：金融機関ごとに異なるが、アメリカン・エキスプレス社との提携銀行では1 - 3%が多い。
- オーストラリア：金融機関ごとに異なるが、大手の銀行では一律7 - 8オーストラリア・ドルのところが多い。
- 中国：0.75%
- タイ：1枚につき33バーツ。高額なT/C換金のほうが有利なレートとなる。
- 台湾：金融機関ごとに異なるが、最低200台湾ドルが多い。通貨や換金金額によっても異なっており、低額、米ドル以外のT/C換金だと手数料が割高になることが多い。

資金洗浄防止のため、ほとんどの金融機関で、1日の換金上限額を設けている。

## 売却
旅行後使い残している時は、外国為替取扱金融機関・両替商で売却して日本円の現金に戻すことができる。売却は購入したところでなくてもよいが、VISAやMasterCardブランドのT/Cは受け入れていない場合もある。売却の際の交換レートは原則としてTTBレートが適用される。購入時と同様に外貨現金の売却レート「キャッシュ・バイング」 よりも有利である。ただし、トラベラーズチェック・現金とも売却レートは購入レートよりも低いので、よほど短期間に為替レートの大幅な変動がない限り、通常はいくらか損をすることになる。
トラベラーズチェックには有効期限がないので、使い残してもそのまま次の旅行のために保管しておく、あるいはトラベラーズチェックによる外貨預金の預入を取扱っている銀行もあるので、それに充てる、という選択もある。なお、2016年（平成28年）5月2日以降、ゆうちょ銀行でのトラベラーズチェック買取が終了するなど、年々日本国内での流動性が極度に低下しており、未使用のトラベラーズチェックの売却が可能な場所は、トラベレックス支店、ワールドカレンシーショップ各店および極一部の金融機関のみとなっているため、現在保有している場合は注意が必要である（2018年12月現在）。ただし、全てのトラベラーズチェックが買い取り可能なわけではなく、日本国内で購入されたもの、特定のブランド、特定の発行元（多くは自社、関連会社発行のもの）といったなど制限がある。
既述の通り、VISAとMasterCardブランドは各国金融機関が発行するため、発行する金融機関が破たんした場合、換金を拒否される（例えば、国際商業信用銀行が発行したVISAブランドのT/C等）。